# Ślinik wielki
Ślinik wielki, ślinik rudy (Arion rufus) – gatunek ślimaka z rodziny ślinikowatych (Arionidae). W bazie MolluscaBase jest klasyfikowany jako podgatunek Arion ater.
Jest największym z występujących w Polsce przedstawicieli tej rodziny. Długość jego ciała dochodzi nawet do 18 cm, przeważnie 7–10 cm; szerokość 0,5–2 cm. Barwa czarna, brunatna, pomarańczowa lub rdzawa. Spotykany w lasach zachodniej i środkowej Europy. W Polsce zachodniej przebiega granica jego występowania naturalnego, został jednak introdukowany dalej na wschód, gdzie stanowi gatunek inwazyjny.
Ciało ślinika kurczy się, mocno uwypuklając grzbiet, kiedy coś go dotknie. Kształt zamkniętego kłębka chroni narządy wewnętrzne. Noga jest mięsista i pokryta śluzem. Przez całą nogę przechodzą faliste ruchy, którymi ślimak przesuwa się do przodu.
Od maja do września składa do 500 jaj, w pakietach po 15–60 sztuk. Przechodzi jednoroczny cykl życiowy. Zjada miękkie owoce, butwiejące resztki roślin oraz martwe zwierzęta.

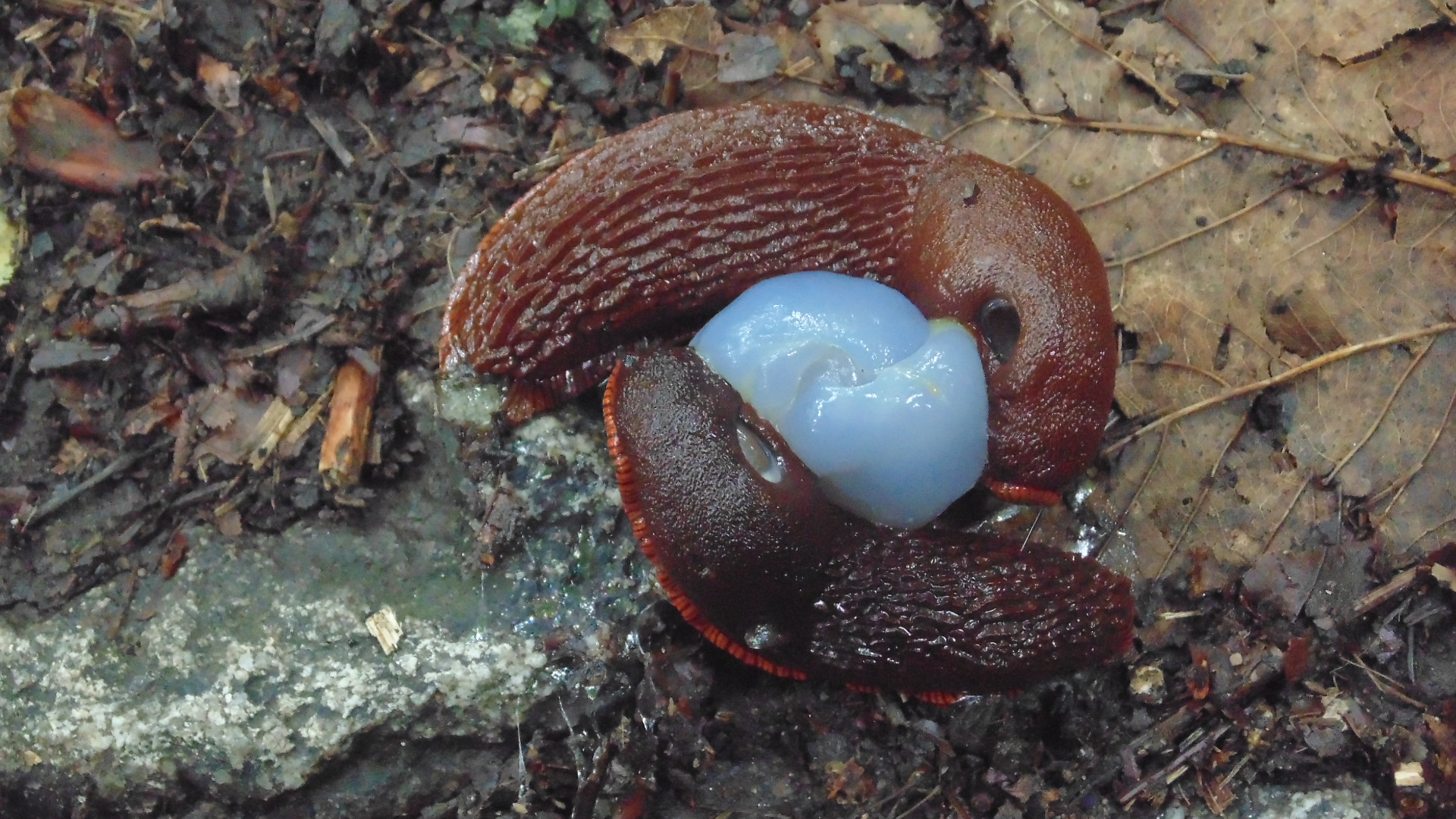
Dwa śliniki w trakcie kopulacji